# 41
41 је била проста година.

## Догађаји

### Јануар
- 24. јануар — Незадовољни припадници преторијанске гарде извршавају атентат на римског цара Калигулу.
  - Клаудије наслеђује свог нећака Калигулу на место римског цара.
- 25. јануар — Након целоноћног заседања, Римски сенат, чији многи чланови су хтели да искористе Калигулину смрт да обнове стару Републику, под притиском преторијанаца и народа одлучује да формално потврди Клаудија као новог цара.

## Рођења
- 12. фебруар — Британик, син Клаудијев (у. 55)

## Смрти
- 24. јануар
  - Калигула, римски цар (р. 12)
  - Милонија Цезонија, супруга Калигулина (р. 6)
  - Јулија Друзила, ћерка Калигулина (р. 39)